# 대한민국의 방송
대한민국의 방송에 관하여 서술한 내용이다.

## 역사
일제강점기인 1927년에 경성방송국(현재 한국방송공사)이 설립되면서 시작되었다. 그 후 1960년대부터 각 지역에서 민영방송이 많이 생겨나기 시작했으며, 1980년에 전두환 대통령이 집권하면서 1980년 언론 통폐합을 실시하여 많은 민영방송에서 공영방송을 전환하여, 한국방송공사와 동양방송, SBS에 통폐합이 되었다. 그러나 전두환 대통령의 집권기가 끝나고 노태우 정부가 들어서면서 각종 수사와 청문회가 진행되어 이러한 언론 통폐합의 위법성과 폐해가 지적되었고, 1988년 언론 자유화 이후부터 텔레비전 방송국이나 FM 라디오 방송국 등의 민영방송국이 연달아 개국하였다. 뉴 미디어의 등장과 함께 1995년 케이블 TV와 지역민방의 등장 그리고 1996년 위성방송이 생겨났고, 2002년 디지털 위성방송의 스카이라이프 첫 발사가 시작하였다. 2011년 12월 1일 종합편성채널이 개국한 뒤, 현재 방송국의 수많은 채널이 늘어나고 있다.

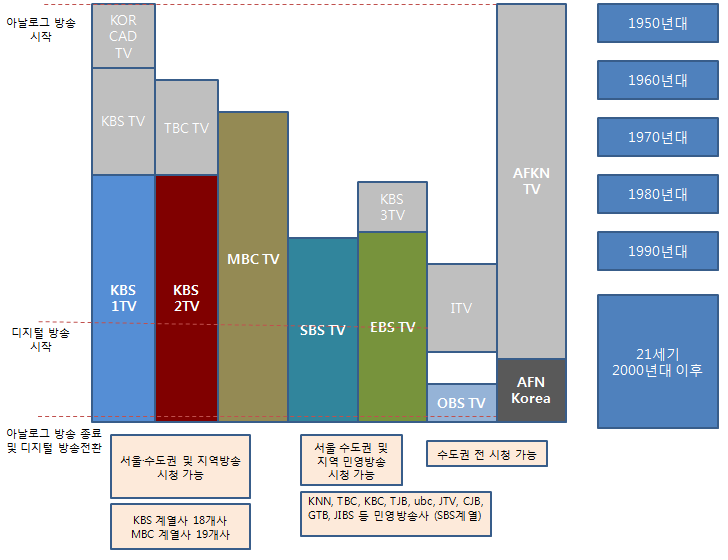
지상파 텔레비전 방송 흐름

## 대한민국 방송법의 방송

### 방송
대한민국의 방송법에서, "방송"이라 함은 방송프로그램을 기획ㆍ편성 또는 제작하여 이를 공중(개별계약에 의한 수신자를 포함)에게 전기통신설비에 의하여 송신하는 것으로서 텔레비전방송, 라디오방송, 데이터방송, 이동멀티미디어방송을 말한다.(제2조 제1호) 대한민국에서 방송사의 설립은 허가제로 운영되고 있으며 방송통신위원회의 심의를 받는다.

### 방송국
"방송국"은 대한민국의 경우, 전파법에서 "공중이 방송신호를 직접 수신할 수 있도록 할 목적으로 개설한 무선국"으로 정의한다.(전파법 제2조 9호) 방송법상, 지상파방송사업 또는 위성방송사업을 하고자 하는 자는 「전파법」이 정하는 바에 따라 방송통신위원회의 방송국 허가를 받아야 한다. (방송법 제9조 제1항)

### 국명 고지
(방송사 이름)는 방송통신심의위원회의 심의규정을 준수합니다.
편성 책임 : ○○○, 광고 책임 : ○○○

## 방송산업의 매출 현황
2007년 대한민국 방송산업 시장규모는 10조 5344억원으로 2006년 대비 6.9% 증가하였다. :3
| 사업구분                       | 사업자 수 | 종사자 수 | 유료가입자 수 | 매출액       |
| ------------------------------ | --------- | --------- | ------------- | ------------ |
| 지상파방송사업자               | 44        | 13,761명  | -             | 3조 8815억원 |
| 지상파이동멀티미디어방송사업자 | 6         | 136명     | -             | 86억         |
| 종합유선방송사업자             | 103       | 5,050명   | 14,533,965    | 2조1358억    |
| 중계유선방송사업자             | 115       | 351명     | 200,220       | 169억        |
| 일반위성방송사업자             | 1         | 287명     | 2,151,882     | 3874억       |
| 위성이동멀티미디어방송사업자   | 1         | 226명     | 1,273,242     | 1197억       |
| 방송채널사용사업자             | 188       | 9,102명   | -             | 3조 9843억   |
| 전체(기타방송사)               | 455       | 28,913명  | 18,159,309    | 10조 5344억  |

1. ↑  매출액에는 수신료, 광고, 기타 방송수익(협찬, 프로그램 판매수익 등), 방송 이외의 기타사업수익(인터넷접속사업수익, 부동산 임대, 교재판매 등)이 포함됨.
2. ↑  지상파방송사와 동일 사업자인 지상파DMB사업자(KBS, MBC, SBS) 3사는 전체 사업자 수에서 제외하며, 3사의 매출과 인력은 지상파방송사업자에 포함됨.

지상파방송(지상파DMB포함) 매출액은 3조 8901억원으로 2006년대비 1.4% 증가하였다. 그 중 지상파 TV는 0.6% 증가에 그친 반면 라디오는 5.5% 증가, DMB는 3배 이상 증가하였다.:3

## 같이 보기
- 대한민국의 텔레비전 방송사 목록
- 대한민국의 라디오 방송사 목록
- 대한민국의 지상파 디지털 텔레비전 방송
- 대한민국의 종합편성채널
- 한국방송협회
- 한국의 방송